# Crozon
Crozon (Kraozon trong Breton) là một xã của tỉnh Finistère, thuộc vùng Bretagne, miền tây bắc Pháp.

## Dân số
Người dân ở Crozon được gọi là Crozonnais.